# Grégory Lemarchal
Grégory Lemarchal (La Tronche, 13 maggio 1983 – Suresnes, 30 aprile 2007) è stato un cantante francese, molto noto nel proprio paese per avere vinto l'edizione del 2004 della trasmissione televisiva Star Academy, trasmessa dal canale TF1.

## Biografia
La fibrosi cistica, malattia genetica da cui era affetto il giovane Grégory, gli era stata diagnosticata all'età di 20 mesi. La malattia non gli aveva impedito di costruirsi una carriera artistica. Fu campione francese di rock acrobatico nel 1995. Ha partecipato alla trasmissione Graines de star nel 1998, senza aver successo, ma è diventato una piccola vedette nella sua regione nativa di Grenoble e ha fatto da supporter ai concerti di alcuni artisti rinomati.
A fine dicembre del 2004 vince la 4ª edizione della Star Academy (un programma
della tv francese TF1 omologo di Operazione trionfo) con l'80% dei voti del pubblico contro il 20% di Lucie Bernardoni. I suoi più grandi successi sono stati SOS d'un térrien en détresse (una canzone della commedia musicale Starmania), Tous les cris d'SOS (canzone del cantante Daniel Balavoine), cantata con i compagni Sofiane e Radia, la sua prima apparizione in prima serata, Il y a aussi mon frère, (tratta dalla commedia musicale Les dix commandements), cantata in coppia con Sofiane, e inoltre la celebre canzone di Gilbert Bécaud Et maintenant, un'interpretazione mozzafiato e piena di emozione.
Dopo la vittoria della Star Academy incide il suo album Je deviens moi con il realizzatore Yvan Cassar. Dopo di che parte in tournée per quattro mesi con il gruppo della Star Academy (cioè gli otto partecipanti rimasti in gara).
Dal 9 maggio al 26 giugno 2006 parte in tournée in Francia, Belgio e Svizzera. Verso febbraio 2007 aveva annunciato una pausa significativa nella sua carriera assicurando che non era per nulla legata al suo stato di salute ma che desiderava dedicarsi interamente al suo secondo album.

### Ultimi anni e commemorazioni postume
Il 30 marzo interpretò Vivo per lei in duo con Hélène Ségara. Dopo qualche settimana il suo stato di salute precipitò e fu ricoverato all'ospedale Foch di Suresnes in attesa di un trapianto di polmone. Fu messo in coma artificiale con il suo consenso e della sua famiglia per alleviargli le sofferenze in attesa di un trapianto che non arrivò. Morì il 30 aprile 2007 verso le ore 13:00 in seguito alle complicazioni della sua fibrosi cistica. Le sue esequie ebbero luogo nella Cattedrale di Chambéry il 3 maggio 2007. Riposa nel cimitero di Sonnaz (Savoia).
Venerdì 4 maggio 2007 sul canale francese TF1 è stato mandato in onda uno speciale a lui dedicato dal titolo Grégory, la voix d'un ange; alla fine della trasmissione è stato fatto ascoltare in anteprima assoluta l'inedito De temps en temps, canzone che avrebbe fatto parte del nuovo cd di Grégory.
Era un grande ammiratore delle artiste canadesi Céline Dion e Isabelle Boulay ed anche dei cantanti francesi Serge Lama e Charles Aznavour; aveva interpretato Vivo per lei in coppia con Hélène Ségara nel corso della prima data della tournée della cantante.
L'11 di giugno è uscito il singolo inedito De temps en temps; il 18 dello stesso mese è uscito il cd La voix d'un ange contenente 4 inediti e canzoni interpretate da Grégory nel corso della sua breve ma intensa carriera.
La famiglia Lemarchal ha fatto sapere, in una lettera postata sul forum del cantante, della nascita di un'associazione chiamata Grégory Lemarchal che cercherà di aiutare i malati e le famiglie colpite dalla fibrosi cistica.
Il 16 novembre 2009 è uscito il secondo album postumo dell'artista, Rêves, una compilation contenente anche due brani inediti. Il primo singolo estratto si intitola Je rêve.

## Discografia
Album
- 2005 - Je deviens moi (doppio disco d'oro)
- 2006 - Olympia 06
- 2007 - La voix d'un ange
- 2007 - Les pas d'un ange
- 2009 - Rêves
- 2012 - Cinq ans

Singoli
- 2005 - Écris l'histoire
- 2005 - Je suis en vie
- 2005 - À corps perdu
- 2006 - Même si (What you're made of) (con Lucie Silvas)
- 2007 - De temps en temps
- 2007 - Le lien
- 2008 - Restons amis

## DVD
- 23 novembre 2006: Olympia 06